# Acronicta impressa
Acronicta impressa là một loài bướm đêm trong họ Noctuidae.

## Hình ảnh

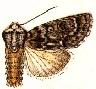
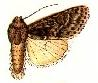